# Elizabeth Cicely Ridley
Elizabeth Cicely Ridley (cognome da nubile Taylor) (Leicester, 26 settembre 1927 – Louisville, 23 dicembre 2008) è stata una matematica e climatologa britannica naturalizzata statunitense, nota per i suoi contributi alla chimica quantistica computazionale e ai modelli climatici.
Il codice Roble–Dickinson–Ridley creato con i suoi collaboratori al Centro nazionale per gli studi atmosferici degli Stati Uniti d'America è stato il primo modello generale della circolazione della termosfera.

## Biografia
Ridley nacque a Leicester nel settembre 1927 e fu la maggiore di due sorelle. Divenne rappresentante delle studentesse (head girl) alla Wyggeston Grammar School for Girls (in seguito accorpata al Regent College) e frequentò il Newnham College di Cambridge grazie a una borsa di studio nel 1947. Conseguì una laurea in Fisica nel 1951, con lodi accademiche, e rimase a Cambridge come dottoranda di Douglas Hartree, conseguendo il Ph.D. nel 1955 con la tesi "Some Studies of Atomic Structure".
A seguire, divenne una ricercatrice presso la United Kingdom Atomic Energy Authority, nel futuro Harwell Science and Innovation Campus; il suo lavoro lì contemplava la computazione della configurazione elettronica dell'uranio, e il matematico applicato John P. Boyd la definì "una pioniera nella chimica quantistica numerica" per questo lavoro.

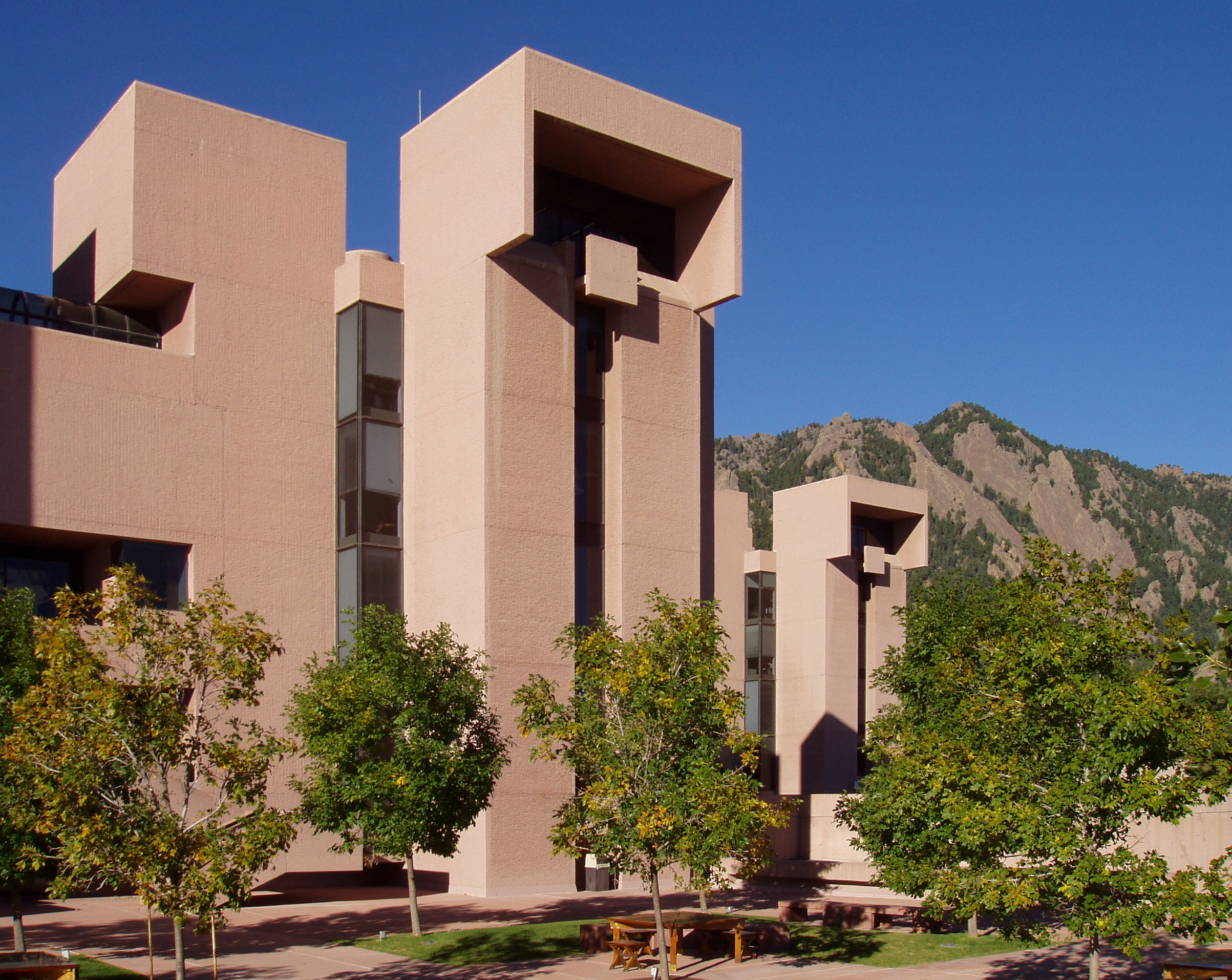
Il National Center for Atmospheric Research di Boulder (Colorado), dove E.C.Ridley elaborò alcuni dei suoi più importanti contributi

 Suo marito, Brian Ward Ridley, andò anch'egli a lavorare all'Harwell; ebbero quattro figli a partire dal 1957, e Ridley si ritirò dal lavoro nel 1958 per fare la casalinga.
Nel 1964, Ridley e la sua famiglia si trasferirono in Colorado per seguire il marito divenuto professore di Fisica all'Università del Colorado. Lei ricominciò a lavorare nel 1968 al National Center for Atmospheric Research, sviluppando per il centro codici informatici per modelli climatici della Terra e di Venere. Prima del 1972, quando Margaret Anne LeMone avrebbe iniziato a lavorare presso il NCAR, Ridley era una delle tre donne con un dottorato di ricerca come titolo di studio lì impiegate, insieme a Joan Feynman e Sue Anne Bowling. Durante questo incarico co-creò il codice Roble–Dickinson–Ridley per un modello generale della circolazione della termosfera.
Andò in pensione nel 1995 e morì nel dicembre 2008.

## Pubblicazioni (parziale)
- (EN) E. Cicely Ridley, The self-consistent field for Mo+, in Mathematical Proceedings of the Cambridge Philosophical Society, 51 (4), ottobre 1955,  pp. 702-706, DOI:10.1017/s0305004100030772.
- (EN) E. Cicely Ridley, A numerical method of solving second-order linear differential equations with two-point boundary conditions, in Proceedings of the Cambridge Philosophical Society, n. 53, 1957,  pp. 442-447, DOI:10.1017/S0305004100032424, MR 0086395.
- (EN) Robert E. Dickinson e E.C. Ridley, <1219:anmftd>2.0.co;2 A numerical model for the dynamics and composition of the Venusian thermosphere, in Journal of the Atmospheric Sciences, 32 (6), giugno 1975,  pp. 1219-1231, DOI:10.1175/1520-0469(1975)032<1219:anmftd>2.0.co;2.
- (EN) Robert E. Dickinson, E.C. Ridley e R.G. Roble, A three-dimensional general circulation model of the thermosphere, in Journal of Geophysical Research, 86 (A3), 1981,  p. 1499, DOI:10.1029/ja086ia03p01499v.
- (EN) R.G. Roble, E.C. Ridley, A.D. Richmond e R.E. Dickinson, A coupled thermosphere/ionosphere general circulation model, in Geophysical Research Letters, 15 (12), novembre 1988,  pp. 1325-1328, DOI:10.1029/gl015i012p01325.
- (EN) A.D. Richmond, E.C. Ridley e R.G. Roble, A thermosphere/ionosphere general circulation model with coupled electrodynamics, in Geophysical Research Letters, 19 (6), marzo 1992,  pp. 601-604, DOI:10.1029/92gl00401.